# 奮起湖便當
奮起湖便當，又稱奮起湖鐵路便當，是一種發源自臺灣嘉義縣奮起湖地區的鐵路便當，特色是有一整隻雞腿。

## 歷史
自日治時期開始，臺灣各地鐵路車站即已出現身上掛著裝滿便當的大型木盒向旅客兜售的小販。
後來，林務局玉山林管處的福利委員會曾為其員工準備便當；但是，考慮到便當在長時間運輸下容易變質，於是發包與奮起湖當地店家製作。此外，由於奮起湖也是阿里山鐵路的重要中樞車站，當地小販便利用列車等待交會時的空隙向旅客兜售便當。
1960年代，中興號快車開始在阿里山鐵路上運轉，其所帶來之觀光人潮使奮起湖便當之銷售量大幅增加。
1980年代，鐵路搭乘人次因阿里山公路之通車而開始大幅減少，奮起湖便當之銷售量也受影響大幅減少。
後來，在电视媒體採訪與超商通路開發之下，奮起湖便當再次受到大眾矚目，並成為奮起湖當地的觀光元素之一。

## 衍生

### 食品商品
- 奮起湖雞腿握便當[5]